# Canale della Crimea settentrionale
Il Canale della Crimea settentrionale (in ucraino Північнокримський канал?, Pivničnokrims′kyj canal, in russo Северо-Крымский канал?, Severo-Krymskij canal) è un'opera di ingegneria idraulica per l'alimentazione di acquedotti e canali d'irrigazione che parte nell'Oblast' di Cherson, nell'Ucraina meridionale e giunge fino alla penisola di Kerč' nella parte più orientale della Crimea.

## Descrizione
Il canale nasce nella zona più meridionale dell'ultimo degli invasi lungo il Dnepr, il bacino di Kachovka che alimenta l'omonima centrale idroelettrica, e scorre verso sud fino a pochi chilometri ad ovest di Kalančak dove si diparte in due. Un ramo minore prosegue verso occidente alimentando l'irrigazione dell'area agricola a sud di Cherson, mentre il flusso principale volge verso sudest entrando in Crimea attraverso l'istmo di Perekop scorrendo fino a Džankoj dove una stazione di pompaggio fa riguadagnare un gradiente altimetrico di circa 100 metri alle acque. Il canale torna così a scorrere per gravità verso est fino al piccolo centro di Zeleny Jar dove forma un invaso che alimenta l'acquedotto per la città di Kerč'. L'acqua in eccesso del bacino defluisce in modo controllato verso un torrente che dirigendosi a nord sfocia dopo pochi chilometri nel Mar d'Azov.
Oltre alla citata diramazione per la piana di Cherson, altri sei rami minori si dipartono dal canale tra cui l'acquedotto per Sinferopoli.

## Storia
L'idea di deviare le acque del Dnepr verso la Crimea risale al XIX secolo quando venne proposta dal botanico russo-finlandese Christian von Steven. Tuttavia solo dopo la seconda guerra mondiale si giunse ad un progetto che fu approvato dal Comitato Centrale del PCUS nel 1950 congiuntamente alla centrale idroelettrica di Kachovka e al canale dell'Ucraina meridionale. Nel 1951 vi fu un'emissione filatelica celebrativa per il canale quando questo venne incluso tra le Grandi Opere Infrastrutturali del Comunismo.
I primi lavori di preparazione iniziarono nel 1957, mentre la parte più significativa di essi si svolse tra il 1961 e il 1971 tramite squadre di udarnik organizzate dal Komsomol ucraino arrivando a coinvolgere oltre 10.000 volontari. Il canale iniziò ad essere operativo nel 1975.
Nel 2014 a seguito dell'annessione della Crimea alla Russia, l'Ucraina interruppe il flusso a sud di Kalančak sbarrando il canale. L'effetto immediato fu il fallimento dei raccolti in Crimea nel 2014. I russi come contromisura iniziarono ad alimentare il canale deviando alcuni corsi d'acqua della Crimea. Secondo le fonti governative ufficiali queste opere, congiuntamente allo stanziamento di fondi federali per il rinnovamento del parco dei macchinari agricoli, portarono ad una produzione nel 2016 superiore a quella del 2013. Tuttavia fonti indipendenti indicano che la superficie coltivata si è drasticamente ridotta passando da 130.000 a 14.000 ettari e nel 2021 si è dovuta contingentare l'acqua riducendone la disponibilità a per poche ore al giorno. Quest'ultimo fatto venne interpretato quello stesso anno da alcuni osservatori come una possibile causa di una futura invasione russa.
Nel 2022, già nei primi giorni dell'invasione russa dell'Ucraina, i russi hanno ripreso il controllo dell'intero canale e hanno riaperto l'alimentazione del canale con le acque del Dnepr dal 26 febbraio. Nel prosieguo degli eventi bellici, il 6 giugno 2023, parte della diga di Kachovka è stata distrutta rilasciando grandi volumi d'acqua in direzione del Mar Nero, con conseguenti allagamenti a valle, svuotamento del lago artificiale di Kachovka ed interruzione dell'alimentazione del canale.